# Everybody Scream
Everybody Scream —en español, Todos gritan— es el sexto álbum de estudio del grupo británico Florence and the Machine, que será publicado por Polydor Records y Universal Music el 31 de octubre de 2025.

## Antecedentes
A principios de julio de 2025, Florence Welch compartió varias imágenes en Instagram con mensajes y pistas, entre ellas 
una foto en el estudio junto al guitarrista de la banda de rock IDLES, Mark Bowen; a los que sus seguidores rápidamente atribuyeron a la publicación de nueva música. El 12 de agosto, la líder del grupo publicó en sus redes sociales varios adelantos en formato de crípticos vídeos en los que aparecía cavando un hoyo en la hierba, antes de gritar en él, o caminaba en tacones por el campo. El 19 de agosto, el grupo compartió la portada del álbum, el título y la fecha del mismo por su cuenta oficial de Instagram.

## Promoción
Tras el anuncio, se abrieron las reservas para las ediciones en vinilo, CD y casete, incluyendo varias ediciones especiales limitadas. El álbum incluirá doce temas. Las ediciones de lujo en CD y vinilo incluirán versiones de cámara adicionales de cuatro temas.